# Alexander Jurjewitsch Pitschuschkin
Alexander Jurjewitsch Pitschuschkin (russisch Алекса́ндр Ю́рьевич Пичу́шкин; * 9. April 1974 in Mytischtschi), genannt Der Schachbrettmörder (russisch Убийца с шахматной доской) oder auch Der Irre vom Bitza-Park (russisch Битцевский маньяк), ist ein russischer Serienmörder, der durch eine Mordserie in Moskaus Bitza-Park landesweit bekannt wurde.

## Morde
Der zur Zeit der Anklage im Jahr 2007 33-Jährige war als Hilfskraft in einem Supermarkt tätig. Den mutmaßlich ersten Mord beging Pitschuschkin 1992 im Alter von 18 Jahren. Opfer war sein Mitschüler Michail Odiitschuk, mit dem er ursprünglich gemeinsam den Plan für die Schachbrettmorde entwickelt hatte. Als dieser sich jedoch an den geplanten Taten nicht beteiligen wollte, entschied sich Pitschuschkin, den einzigen Mitwisser zu töten. Er lud Michail zum Trinken in den Bitza-Park ein und bat ihn, ein Seil mitzunehmen. Nachdem er ihn betrunken gemacht hatte, erdrosselte er ihn mit dem Seil und warf das Opfer in eine Abflussrinne, in der er später auch die sterblichen Überreste weiterer Opfer entsorgte. Über diese erste Tat meinte Pitschuschkin später: „Der erste Mord ist wie das erste Mal verliebt sein – unvergesslich.“ 
Die eigentliche Mordserie, die ihm als dem Schachbrettmörder zugerechnet wurde, begann erst neun Jahre später, im Jahr 2001. Nach seiner Verhaftung gab Pitschuschkin an, er habe 64 Menschen töten wollen – die Anzahl der Felder auf einem Schachbrett. Nach jedem Mord hatte er immer das nächste Feld auf seinem Schachbrett mit einer Zahl versehen. Auf die Frage, was er getan hätte, wenn er die Zahl 64 erreicht hätte, antwortete Pitschuschkin, er hätte wohl ein neues Brett gekauft. 
Er begann damit, verschiedene Leute, unter denen sich auch einige nähere Bekannte befanden, im Dunkeln an entlegenere Stellen des Parks zu locken. Dafür gab er Vorwände an, wie zum Beispiel auf seinen verstorbenen, geliebten Hund zu trinken, dies aber ungern allein tun zu wollen. Seine favorisierte Zielgruppe waren ältere und behinderte Menschen, von denen keine Gefahr ausging. Auch richtete er sein Augenmerk auf Leute wie Obdachlose, Alleinstehende, sozial Schwache oder Alkoholkranke, da er davon ausging, dass sie wahrscheinlich nicht vermisst und gesucht werden würden. 
Er machte die Leute betrunken, bis sie vollkommen wehrlos waren, und erschlug sie meistens mit einem Hammer. Auch verwendete er später eine selbstgebaute Schusswaffe – mit Bleikugeln ohne Ummantelung – um seinen Opfern in den Kopf zu schießen. Einige seiner Opfer erwürgte er auch oder ließ sie mit ihren Kopfwunden zum Ertrinken in der Kanalisation zurück. 2002 konnte eine Frau auf diese Weise durch eine andere Luke des Abwassersystems entkommen, später auch ein 13-Jähriger und ein älterer Mann.
Als er im Jahr 2003 auf der Straße zufällig einem der entkommenen Opfer begegnete, legte er aus Angst eine zweijährige Pause ein.
2005 setzte er dann seine Mordserie fort, diesmal mit noch größerer Brutalität. Um sicherzugehen, dass seine Opfer wirklich tot waren, steckte er ihnen eine Wodkaflasche oder einen Stock in die noch klaffende Wunde im Kopf, statt sie in den Abwasserschacht zu werfen.

## Festnahme und Verurteilung
2006 wurde fälschlicherweise ein Transvestit, der im Wald zur eigenen Verteidigung einen Hammer mit sich trug, dort verhaftet und stand deswegen eine Zeit lang im Verdacht, der Schachbrettmörder zu sein. Als die Zeitungen dann von dieser Festnahme berichteten, brachte dies Pitschuschkin aus der Fassung, da er beweisen wollte, dass der richtige Mörder noch auf freiem Fuße war. Daher ermordete er fünf weitere Menschen, von denen vier aus seinem persönlichen Umfeld stammten. Sein letztes Opfer war seine ehemalige Arbeitskollegin Marina Moskalewa. Diese hatte ihrem Sohn eine Nachricht hinterlassen, in der sie angab, sich noch mit Pitschuschkin zu einem Spaziergang treffen zu wollen. Seine Handynummer, die sie ebenfalls auf dem Zettel notiert hatte, führte schließlich zum Täter. 
Am 9. Oktober 2007 legte er ein umfassendes Geständnis ab, bei dem er aussagte, insgesamt 61 Menschen auf dem Gewissen zu haben. Er sei der Ansicht, „es wäre unfair, die anderen elf zu vergessen“. Diese Morde konnten ihm zwar nie nachgewiesen werden, aber in seiner Wohnung fand man ein Schachbrett mit 61 markierten Feldern.
Pitschuschkin wurde am 23. Oktober 2007 wegen 48-fachen Mordes und dreier weiterer Mordversuche schuldig gesprochen. Am 29. Oktober 2007 wurde er zu lebenslanger Haft verurteilt. Er ist im sibirischen Strafgefangenenlager Charp inhaftiert.

## Motiv
Pitschuschkin gab unter anderem selbst an, dass sein Ziel gewesen wäre, die Opferzahl des Serienmörders Andrei Tschikatilo zu übertrumpfen und der bekannteste und gefürchtetste Serienmörder Russlands zu werden. Laut seinem Verteidiger Pawel Ikannikow trieb er die Anzahl seiner Opfer von 48 auf 62 aus Geltungssucht hoch, „er wolle berühmt sein“, hieß es von ihm. Er verweigerte außerdem in seinem Prozess weiter auszusagen, da auf seine Forderung, aus dem Butyrka-Gefängnis in das Gefängnis Matrosenruhe verlegt zu werden, nicht eingegangen wurde. Dort seien seines Erachtens die wichtigeren Insassen inhaftiert, unter anderem auch Michail Chodorkowski.
Er brachte allgemein eher seinen Stolz auf die Taten zum Ausdruck, als ein Anzeichen von Reue zu zeigen. 
Auch zeigte er als Motiv die Mordlust an sich auf. Er sagte, dass ein Leben ohne Morde für ihn wie für andere ein Leben ohne Nahrung wäre. Es wäre eine Zeit gewesen, in der er über das Schicksal von 60 Menschen bestimmt hätte. Er beschrieb es so: bei den Morden sei er allein der Richter und Henker gewesen. Er wäre wie Gott. Er habe sich als eine Art Vater seiner Opfer gefühlt, da er ihnen „die Tür zu einer anderen Welt aufgestoßen“ hatte. Dieses Gefühl der fast omnipotenten Übermacht über die Opfer lässt sich bei vielen Serienmördern wiederfinden und stellt oftmals ein Teilmotiv dar.